# Akodon spegazzinii
Akodon spegazzinii é um roedor do gênero Akodon encontrado no noroeste argentino. Ele pode ser encontrado em pradarias e florestas, de 400 a 3.500 metros acima do nível do mar. Depois do nomeamento da espécie em 1897, diversos outros nomes foram dados a populações que agora são incluídas como A. spegazzinii. Elas são agora compreendidas como uma única, espalhada, e variável espécie. O Akodon spegazzinii é relacionado ao Akodon boliviensis e outros membros do grupo de espécies A. boliviensis. Sua reprodução é anual e devido a ser uma espécie comum e largamente distribuída, o Akodon spegazzinii é listado como "fora de perigo" na lista vermelha da IUCN.
O Akodon spegazzinii tem um tamanho médio dentro do grupo do A. boliviensis. A coloração de suas partes superiores varia consideravelmente, de clara para escura e de um marrom amarelado para um avermelhado. Já as suas partes inferiores vão de um marrom amarelado para o cinza. Os olhos são rodeados por um anel de pelos amarelos. O crânio contem uma região interorbital em forma de ampulheta e várias outras características dele diferenciam a espécie de seus parentes próximos. O comprimento de seu corpo é de 93 a 196 milímetros, e sua massa corporal é de 13 a 38 gramas. Seu cariótipo tem 2n = 40 e FN = 40.

## Taxonomia
O Akodon spegazzinii foi descrito pela primeira vez em 1897 na província de Salta por Oldfield Thomas com base numa coleta feita entre 1896 e 1897 pelo micologista Carlos Luigi Spegazzinii, que inspirou o nome da espécie. Quatro anos depois, Joel Asaph Allen nomeou Akodon tucumanensis da província de Tucúman, comparando-o com diversas espécies agora sinonimizadas como Abrothrix olivaceus. Thomas também nomeou outra espécie, Akodon alterus, da província de La Rioja em 1919, e considerou-a próxima do A. spegazzinii. Uma quarta espécie, Akodon leucolimnaeus, foi descrita por Ángel Cabrera na província de Catamarca em 1926, porém depois de 1932 foi juntada com o Akodon lactens (agora conhecido como Necromys lactens) como uma subespécie.
Em 1961, Cabrera listou tanto spegazzinii quanto tucumanensis como subespécies do Akodon boliviensis, com a alterus como um sinônimo de Akodon boliviensis tucumanensis. Em 1990, Philip Myers e colegas revisaram o grupo de espécies Akodon boliviensis. Eles, previamente, mantiveram Akodon spegazzinii como uma espécie separada do A. boliviensis, com tucumanensis como uma subespécie, e sugeriram que alterus era provavelmente relacionada à spegazzinii e à tucumanensis. Subsequentemente, o tratamento dessas espécies com um trabalho sistemático se tornou váriavel. Um artigo de 1992 sugeriu que alterus e tucumanensis eram, no máximo, muito similares, mas em 1997, Michael Mares e colegas listaram cada um dos três como espécies diferentes num compêndio dos mamíferos de Catamarca., citando diferenças na coloração e no habitat. Outros como Mónica Díaz e Rubén Bárquez prosseguiram os estudos. Em 200, Díaz e colegas identificaram a alterus e tucumanensis como subespécies do spegazzinii numa revisão dos mamíferos de Salta. Guy Musser e Michael Carleton, na terceira edição de Mammal Species of the World, em 2005, também consideraram que as três representavam a mesma espécie, assim como Ulysses Pardiñas e colegas numa revisão sobre os Akodon argentinos, em 2006. Enquanto isso, Carlos Galliari e Pardiñas tinham reconhecido Akodon leucolimnaeus como um Akodon e não como um Necromys, em 1995. E apesar de estar associado com o grupo Akodon boliviensis, seu estado preciso se mantem incerto. O nome em comum "Catamarca akodont" foi proposto para as espécies.
Em 1980, Julio Contreras e María Rosi identificaram um Akodon da província de de Mendoza como Akodon varius neocenus (que agora é conhecido como Akodon neocenus), mas no ano seguinte eles identificaram-o como uma nova espécie, nomearam-a como Akodon minoprioi em uma apresentação científica. Contudo esse nome nunca foi formalmente validado. No ano de 2000, Janet Braum e colegas formalmente nomearam essa espécie como Akodon oenos e juntaram ao grupo de espécies Akodon varius. O nome específico, oenos, vem do grego e significa "vinho", e faz referência a área de ocorrência do animal, a qual é produtora de vinhos.
Em 2010, Pablo Jayat e colegas revisaram os membros do grupo de espécies Akodon boliviensis, incluindo A. spegazzinii, na Argentina. Eles não conseguiram achar diferenças claras nas características morfológicas e moleculares entre animais pertencentes as espécies A. alterus, A. leucolimnaeus, A. spegazzinii, e A. tucumanensis, considerando-as, então, como uma única espécie. Apesar da variabilidade genética ser relativamente alta entre os pertencentes a A. spegazzinii, não há nenhuma estrutura geográfica clara entre haplótipos de diferentes regiões. No ano seguinte, Ulyses Pardiñas e colegas concluíram que a A. oenos, que tinha sido formalmente, e incorretamente, colocada dentro do grupo de espécies A. varius, era outro sinônimo de A. spegazzinii. A proliferação de nomes científicos para essa espécie se deu ocorreram por causa da extrema exatidão da descrição original da A. spegazzinii, e da falta de grandes amostras e percepção da grande variação dentro da A.spegazzinii.
De acordo com a análise filogenética das sequências do gene citocromo b das mitocôndrias, a Akodon spegazzinii é mais próxima da Akodon boliviensis do que de outras espécies deste grupo, incluindo Akodon polopis e Akodon sylvanus. O grupo boliviensis é parte do altamente diverso gênero Akodon e portanto pertencente a tribo Akodontini, a qual inclui cerda de 90 roedores nos países da América do Sul. Akodontini é uma das várias tribos dentro da subfamília Sigmodontinae e da família Cricetidae, a qual inclui centenas de pequenos de roedores encontrados na Eurásia e nas Américas.